# Il barbiere di Siviglia
Il barbiere di Siviglia, Alma Viva o sia l'inutile precauzione (O barbeiro de Sevilha, Alma Viva ou a inútil precaução) é uma ópera-bufa em dois atos do compositor italiano Gioachino Rossini, com um libreto de Cesare Sterbini, baseado na comédia Le Barbier de Séville, do dramaturgo francês Pierre Beaumarchais.
A estreia da ópera, com o título de Alma Viva, ou a inútil precaução, ocorreu no Teatro Argentina, em Roma, em 20 de fevereiro de 1816. Sua abertura foi composta originalmente para outra obra do compositor, Aureliano in Palmira, e usada posteriormente em Elisabetta, regina d'Inghilterra.

## História
Uma ópera, Il barbiere di Siviglia, baseada na mesma peça, já havia sido composta por Giovanni Paisiello, e outra ainda foi composta em 1796, por Nicolas Isouard. Embora a obra de Paisiello tenha feito sucesso por algum tempo, a versão de Rossini é a única a perdurar no repertório operático.
A ópera de Rossini segue a primeira das peças da "trilogia de Figaro" do dramaturgo francês Pierre-Augustin Caron de Beaumarchais, enquanto Mozart, em sua ópera Le nozze di Figaro (As bodas de Fígaro), composta 30 anos mais cedo, em 1786, baseou-se na segunda parte da trilogia. A versão original de Beaumarchais foi encenada pela primeira vez em Paris no ano de 1775, na Comédie-Française, no Palácio das Tulherias.
Rossini era célebre por seu ritmo rápido de composição, e toda a música do Barbiere di Siviglia foi completada em menos de três semanas. A estreia da obra deu-se em 20 de fevereiro de 1816, e foi um fracasso retumbante: a plateia vaiou e gracejou durante todo o espetáculo, e diversos incidentes prejudiciais ocorreram no palco. Partidários de rivais de Rossini, infiltrados na plateia, incitaram muitas destas manifestações. A segunda performance teve um destino muito diferente, e fez com que a obra se tornasse um grande sucesso. A peça original teve um destino semelhante; odiada a princípio, tornou-se um sucesso depois de uma semana em cartaz.

## Personagens
| Personagem                                                                                       | Voz       | Estreia, 20 fevereiro 1816 (Maestro: Gioachino Rossini) |
| ------------------------------------------------------------------------------------------------ | --------- | ------------------------------------------------------- |
| Rosina (Está presa na casa de Bartolo, seu tutor que quer casar-se com ela)                      | soprano   | Geltrude Righetti                                       |
| Bartolo (tutor de Rosina, é um médico charlatão, velho, ciumento e avarento)                     | baixo     | Bartolomeo Botticelli                                   |
| Conde de Almaviva (um jovem rico e elegante que está enamorado de Rosina)                        | tenor     | Manuel García                                           |
| Fígaro (o barbeiro da cidade que sempre dá um jeito de participar de todos os planos e intrigas) | barítono  | Luigi Zamboni                                           |
| Fiorello (o músico pago pelo Conde para fazer uma serenata à Rosina)                             | baixo     | Paolo Biagelli                                          |
| Basílio (o professor de canto de Rosina e cúmplice de Bartolo)                                   | baixo     | Zenobio Vitarelli                                       |
| Berta (Marcellina), (empregada de Bartolo)                                                       | soprano   | Elisabetta Loiselet                                     |
| Ambrogio (empregado de Bartolo)                                                                  | não canta |                                                         |
| Um sargento                                                                                      | baixo     | Victorio Matarazzo                                      |

## Sinopse

### Ato I
Amanhece. O Conde Almaviva faz uma serenata diante da janela da jovem Rosina, mesmo desconhecendo o nome da donzela a quem canta. Rosina não lhe responde. O Conde ouve ao longe a voz de um homem a cantar: é o barbeiro Fígaro, seu amigo, que estranha vê-lo longe de casa àquela hora. Almaviva explica ao Fígaro o seu intento de cortejar a "filha do médico" que ali mora (embora Rosina seja tutelada e não filha do médico). Prestativo, Fígaro coloca-se à disposição do conde, para ajudá-lo. Ambos ouvem quando Don Bartolo, o tutor de Rosina, diz que vai sair e que no caso de Don Basílio - o professor de música de Rosina e casamenteiro - chegar, devem fazê-lo esperar até a sua volta. Dom Bartolo sonha casar-se com Rosina. Fígaro propõe ao conde que use um disfarce, para entrar na casa de Rosina.
Enquanto isso, o Dr. Bartolo e Basílio discutem uma forma de ficarem livres do conde e chegam à conclusão que o melhor é elaborar um contrato de casamento, já naquele mesmo dia. Fígaro, que ouviu tudo, avisa a Rosina das intenções de Dom Bartolo e informa que o seu primo Lindoro, um estudante está apaixonado por ela - "Lindoro" é, na verdade, o pseudônimo que o conde Almaviva vai usar para aproximar-se de Rosina. Ansiosa, Rosina escreve um bilhete ao conde. Dom Bartolo entra e surpreende o encontro entre o Fígaro e Rosina. Muito desconfiado, Dom Bartolo decide-se por manter Rosina presa em casa.
Entra um soldado (que, na verdade, é o conde Almaviva, disfarçado), e desafia Bartolo para uma luta de espadas. Notando que um pedaço de papel está sendo passado a Rosina, Dom Bartolo exige vê-lo. Rosina troca os papéis e o que ela passa a Dom Bartolo é uma lista de roupas para a lavanderia. Dom Bartolo e o "soldado"  discutem acaloradamente, enquanto Fígaro tenta apaziguar os ânimos, dizendo que tamanhos berros podem ser ouvidos pela cidade inteira. Entra um verdadeiro policial que, não conseguindo apurar o que está havendo, retira-se.

### Ato II
Dom Bartolo suspeita de que o policial seja um espião mandado pelo conde. Entra um jovem cognominado "Don Alonso" (novamente, o conde disfarçado), avisando que Basílio estava doente e não podia dar aulas a Rosina, por isso, mandava-o em seu lugar. Avisa a Dom Bartolo que alguém, chamado "Conde Almaviva", o está enganando, mostra-lhe a carta de Rosina como prova, e solicita falar a sós com ela. Dom Bartolo consente. Rosina reconhece Lindoro apesar do disfarce e inicia-se a aula de música, enquanto Dom Bartolo descansa.
O Fígaro chega logo após a aula, e Dom Bartolo exige explicações. O Fígaro diz que ali estava para fazer a barba a Dom Bartolo. Dom Bartolo entrega as chaves para que o Fígaro vá buscar a navalha e o restante material para a feitura da barba. Às escondidas, o Fígaro subtrai uma das chaves do molho que Dom Bartolo lhe entregou. O professor de música Dom Basilio aparece, para espanto de todos. O Fígaro e o conde (disfarçado) passam a afirmar que Basílio está com escarlatina e deve permanecer em repouso. O conde suborna Basílio que acaba por sair.
O Fígaro faz a barba a Dom Bartolo, enquanto o conde e Rosina simulam uma aula de música. O conde combina uma fuga com Rosina. Avisa que o Fígaro já tem a chave da janela e que ambos lá estarão, à meia-noite, para buscá-la. Dom Bartolo ouve a conversa, expulsa o Fígaro e o conde, e procura Don Basílio para avisá-lo de que o tal Dom Alonso que ele mandou para substituí-lo é um farsante. Terminam por deduzir que tanto Dom Alonso quanto Lindoro são disfarces do conde e vão apressar a feitura do contrato de casamento.
Dom Bartolo diz a Rosina que Lindoro brinca com seus sentimentos, e para provar o que lhe diz, mostra-lhe a carta em que Lindoro expõe os planos para a sequestrar e a entregar ao conde Almaviva. Para vingar-se Rosina aceita casar com Dom Bartolo. Cai uma chuva torrencial quando o conde e o Fígaro entram no quarto de Rosina. Rosina quer expulsá-los mas o conde logo se identifica e explica-lhe que Lindoro jamais existiu.
Chega o juiz de paz para celebrar o casamento de Rosina com o conde. Basilio é forçado a ser testemunha do casamento. Dom Bartolo chega com um policial, para prender o Fígaro e o conde, mas Almaviva identifica-se e Dom Bartolo dá-se finalmente por vencido. O Fígaro, o conde e Rosina comemoram.

## Orquestração
- 1 cravo (para recitativo secco)
- 1 oboé (2 oboés usados somente na abertura)
- 1 flautim
- 2 flautas
- 2 clarinetes
- 2 fagotes
- 2 trompas
- 2 trompetes
- Instr. de cordas: violinos (primeiros e segundos), violas, violão, violoncelos (para recitativo secco) e contrabaixos (para recitativo secco).
- Instr. de percussão: tímpano, bumbo e sistro

## Árias famosas

### Ato I
- Abertura
- Cavatina - "Largo al factotum (Abram caminho para o factotum da cidade.)" - Fígaro
- Cavatina - "Una voce poco fa (A voz que eu ouvi há pouco)" - Rosina
- Ária - "La calunnia è un venticello (A calúnia é uma brisa)" - Basilio
- Aria -''A un Dottor della mia sorte (A um doutor do meu tipo)''- Bartolo
- Dueto - "Dunque io son (Então eu ... Você não está zombando de mim?)" - Fígaro e Rosina
- Finale - "Ehi di casa… buona gente… (Maldição, ninguém está em casa! Ei...)" - Rosina, Berta, Conde, Figaro, Basilio e Coro

### Ato II
- Dueto - "Pace e gioia sia con voi (Paz e felicidade estar com você.)" - Conde e Bartolo
- Ária - "Contro un cor che accende amore (Contra um coração inflamado de amor,)" - Rosina
- Quinteto - "Don Basilio! (Don Basílio!)" - Rosina, Conde, Figaro, Bartolo, Basilio
- Terceto - "Ah! qual colpo inaspettato (Oh, que choque!)" - Fígaro, Conde e Rosina
- Finale - "Di sì felice innesto (Tão feliz uma reunião)" - Rosina, Berta, Conde, Figaro, Bartolo, Basilio e Coro

Talvez a ária mais famosa desta ópera seja "Largo al factotum (Abram caminho para o factotum da cidade.)", cantada por Fígaro, logo no 1º ato - onde, a um certo ponto, ele começa a repetir seu próprio nome de forma rápida e exaustivamente ("Figaro, Figaro, Figaro…")
Tornou-se bastante conhecida através de um episódio do desenho Pica Pau, além de um episódio especial do personagem Pernalonga, onde uma sátira de tal ato é realizada.

## Gravações recomendadas
| Ano  | Papel (Rosina, Almaviva, Figaro)                              | Maestro Opera House e Orquestra                                                     | Etiqueta                                    |
| ---- | ------------------------------------------------------------- | ----------------------------------------------------------------------------------- | ------------------------------------------- |
| 1958 | Maria Callas, en:Luigi Alva, Tito Gobbi                       | en:Alceo Galliera, en:Philharmonia Orchestra e Coro                                 | Audio CD: EMI Classics                      |
| 1958 | Roberta Peters, en:Cesare Valletti, en:Robert Merrill         | en:Erich Leinsdorf, Metropolitan Opera Orquestra e Coro                             | Audio CD: RCA B000003G4F                    |
| 1972 | Teresa Berganza, Luigi Alva, en:Hermann Prey                  | Claudio Abbado, London Symphony Orchestra e Coro                                    | Audio CD: Deutsche Grammophon Cat: 457 7332 |
| 1975 | Beverly Sills, en:Nicolai Gedda, Sherrill Milnes              | James Levine, London Symphony Orchestra, en:John Alldis Choir                       | Audio CD: EMI Classics 724358552324         |
| 1987 | en:Luciana Serra, en:Rockwell Blake, Bruno Pola               | en:Bruno Campanella, en:Teatro Regio di Torino Orquestra e Coro                     | Audio CD: Nuova Era                         |
| 1991 | Bibi Ferreira                                                 | Henrique Morelembaum en:Teatro João Caetano - RJ en: Orquestra Sinfônica Brasileira | Audio DVD: Bibi In Concert                  |
| 1993 | en:Kathleen Battle, Frank Lopardo, Plácido Domingo            | Claudio Abbado, en:Chamber Orchestra of Europe e Coro                               | Audio CD: Deutsche Grammophon B000001GGH    |
| 1997 | en:Edita Gruberová, en:Juan Diego Flórez, en:Vladimir Chernov | en:Ralf Weikert, de:Münchner Rundfunkorchester e Coro                               | Audio CD(live): Nightingale Classics        |